# Cornimont (Vosges)
Pour les articles homonymes, voir Cornimont.
Cornimont  (/kɔʁ.ni.mɔ̃/) est une commune de moyenne montagne du nord-est de la France, dans le département des Vosges en région Grand Est. Elle appartient à l'unité urbaine de la Bresse, dont elle est l'une des villes-centres, à la communauté de communes des Hautes Vosges et au Massif des Vosges.
Ses habitants sont appelés les Counehets  et les Counehettes .

## Géographie

### Localisation

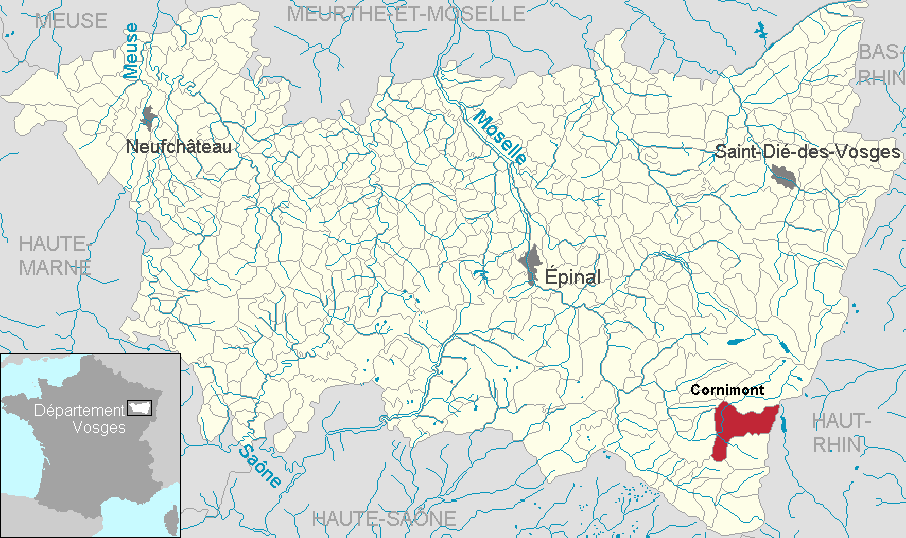
Localisation dans le département.

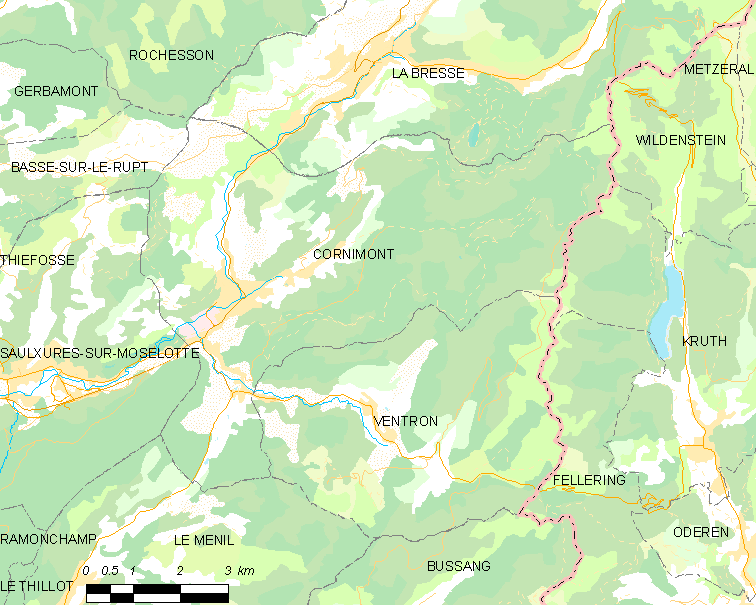
Situation géographique de Cornimont.

Cornimont se situe à 25 km de Remiremont, 20 km de Gérardmer, 35 km de Thann et 12 km du Thillot. Son point culminant est le Grand Ventron, à 1 204 m d'altitude, et le point le plus bas est à 493 m.

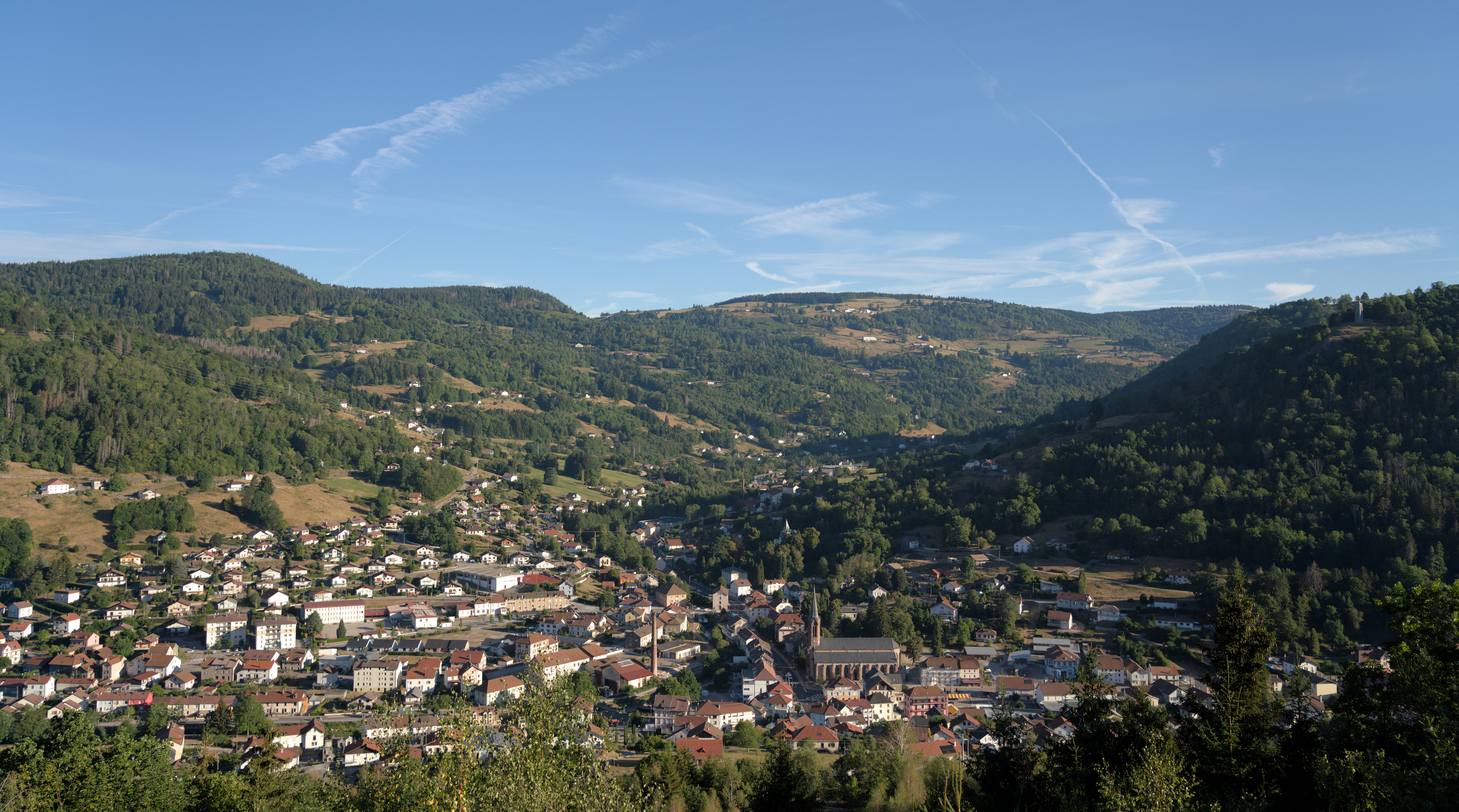
Cornimont vu de la croix de mission.

La cité est située dans la vallée de la Moselotte, entre La Bresse et Saulxures-sur-Moselotte, mais le peuplement est dispersé : le hameau de Xoulces occupe une vallée sans issue (vallée du Xoulces), celui de Travexin se situe en direction de Ventron et du Thillot, les adrets ont vu l'implantation de fermes puis de chalets : le Droit de Cornimont, le Droit de Xoulces, Parfongoutte, le Brabant… D'amont en aval, la Moselotte traverse les quartiers de Lansauchamp, Cherménil, le Faing, le Daval et les Meix Fraiteux.

### Géologie et relief
La commune se compose de 201,71 hectares de territoires artificialisés (5,01 %), 850,87 hectares de territoires agricoles (21,12 %) et 2 974,97 hectares de forêts et milieux semi-naturels (73,86 %).
Espaces naturels :
- Quatre espaces protégés hors Natura 2000,
- Deux espaces protégés Natura 2000,
- Cinq zone naturelle d'intérêt écologique, faunistique et floristique (Znieff).

La commune est délimitée dans toutes les directions par des sommets couverts de résineux : la Tête du Canard (927 m) au sud-ouest, la Tête de Zéfeu (966 m), la Tête du Saut (974 m) et le Péchin (975 m) au nord-ouest, le Rondfaing (1 066 m) au nord, le Faing Berret (999 m) au nord-est, l'Altenberg (1 197 m), le Hasenlochkopf (1 135 m) et le Rothenkopf (1 137 m) à l'est, le Grand Ventron, la Tête de la Vache brûlée (1 135 m), la Tête du Broche (1 103 m) et le Haut de Tomteux (1 066 m) au sud-est.
C'est l'une des 201 communes du parc naturel régional des Ballons des Vosges, réparties sur quatre départements : les Vosges, le Haut-Rhin, le Territoire de Belfort et la Haute-Saône.

### Communes limitrophes
| Basse-sur-le-Rupt       | Rochesson | La Bresse             |
| Saulxures-sur-Moselotte | Cornimont | Wildenstein Haut-Rhin |
| Le Ménil                | Ventron   | Kruth Haut-Rhin       |

On note que Rochesson est en contact avec Cornimont en un seul point situé sur la borne dite Pierre des Quatre Communes.

### Hydrographie et les eaux souterraines
Hydrogéologie et climatologie : Système d’information pour la gestion des eaux souterraines du bassin Rhin-Meuse :
Territoire communal : Occupation du sol (Corinne Land Cover); Cours d'eau (BD Carthage),
Géologie : Carte géologique; Coupes géologiques et techniques,
 Hydrogéologie : Masses d'eau souterraine; BD Lisa; Cartes piézométriques.
La commune est située dans le bassin versant du Rhin au sein du bassin Rhin-Meuse. Elle est drainée par la Moselotte, le ruisseau le Ventron, le ruisseau de Xoulces, la goutte de la Grande Basse, la goutte de Parfongoutte, la goutte des Blancs Murgers, la goutte des Grands Clos, la goutte du Grand Ventron, la goutte du Pre Cuna, la goutte le Longfoigneux, le ruisseau de Travexin, le ruisseau la Wassongoutte et le ruisseau Les Echarges,. Les « gouttes » désignent localement des torrents.
La Moselotte prend sa source sur la commune de La Bresse, à 1 280 mètres d’altitude, entre le Hohneck (1 363 mètres) et Kastelberg (1 350 mètres), à proximité des sources de la Vologne et de la Meurthe et de la Crête supérieure des Vosges. Elle se jette dans la Moselle au niveau de la commune de Saint-Étienne-lès-Remiremont.
Le ruisseau le Ventron, d'une longueur totale de 11,4 km, prend sa source dans la commune de Ventron et se jette dans la Moselotte sur la commune.

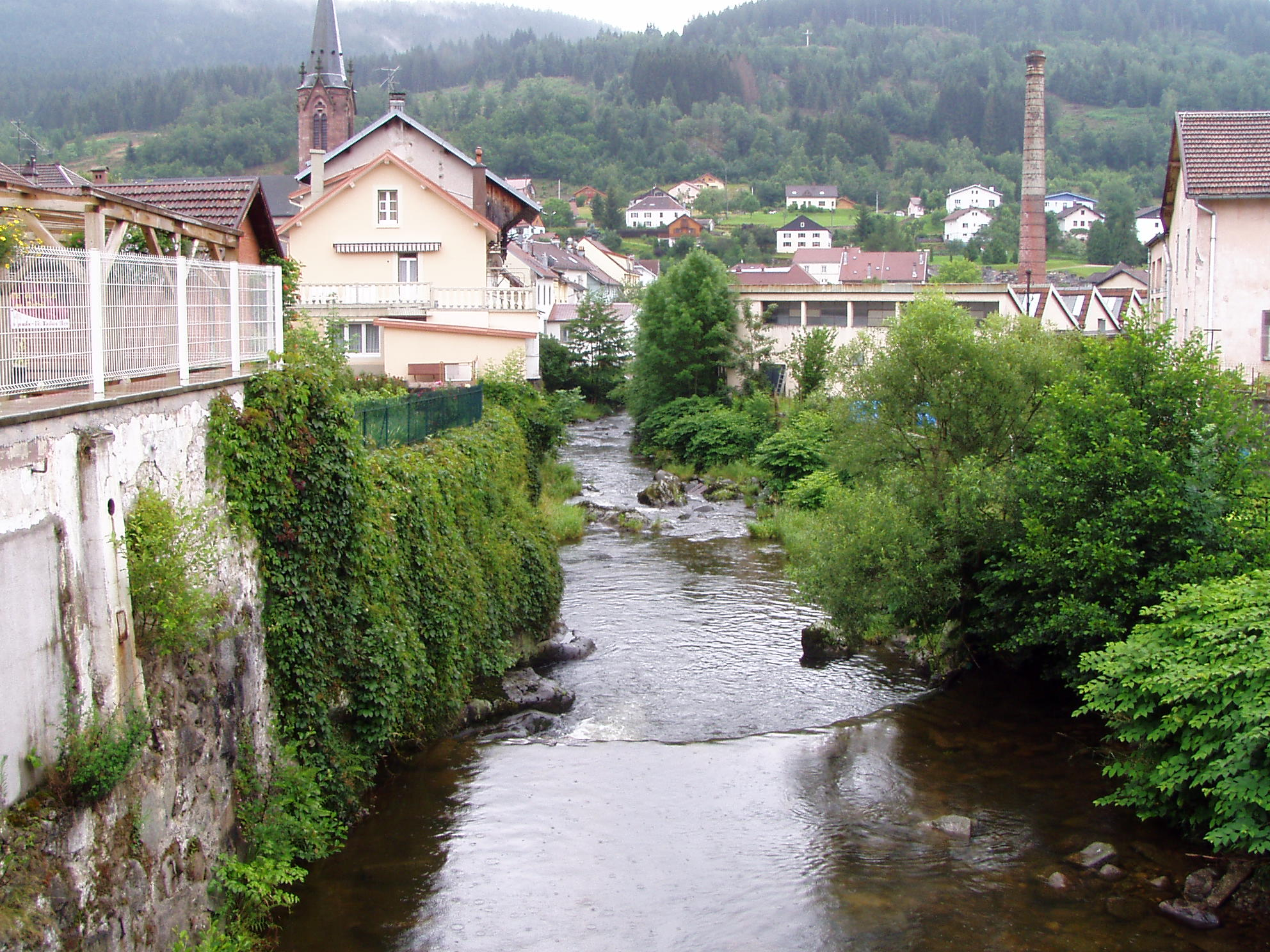
La Moselotte au centre, entre le pont du Daval et Saulcy.
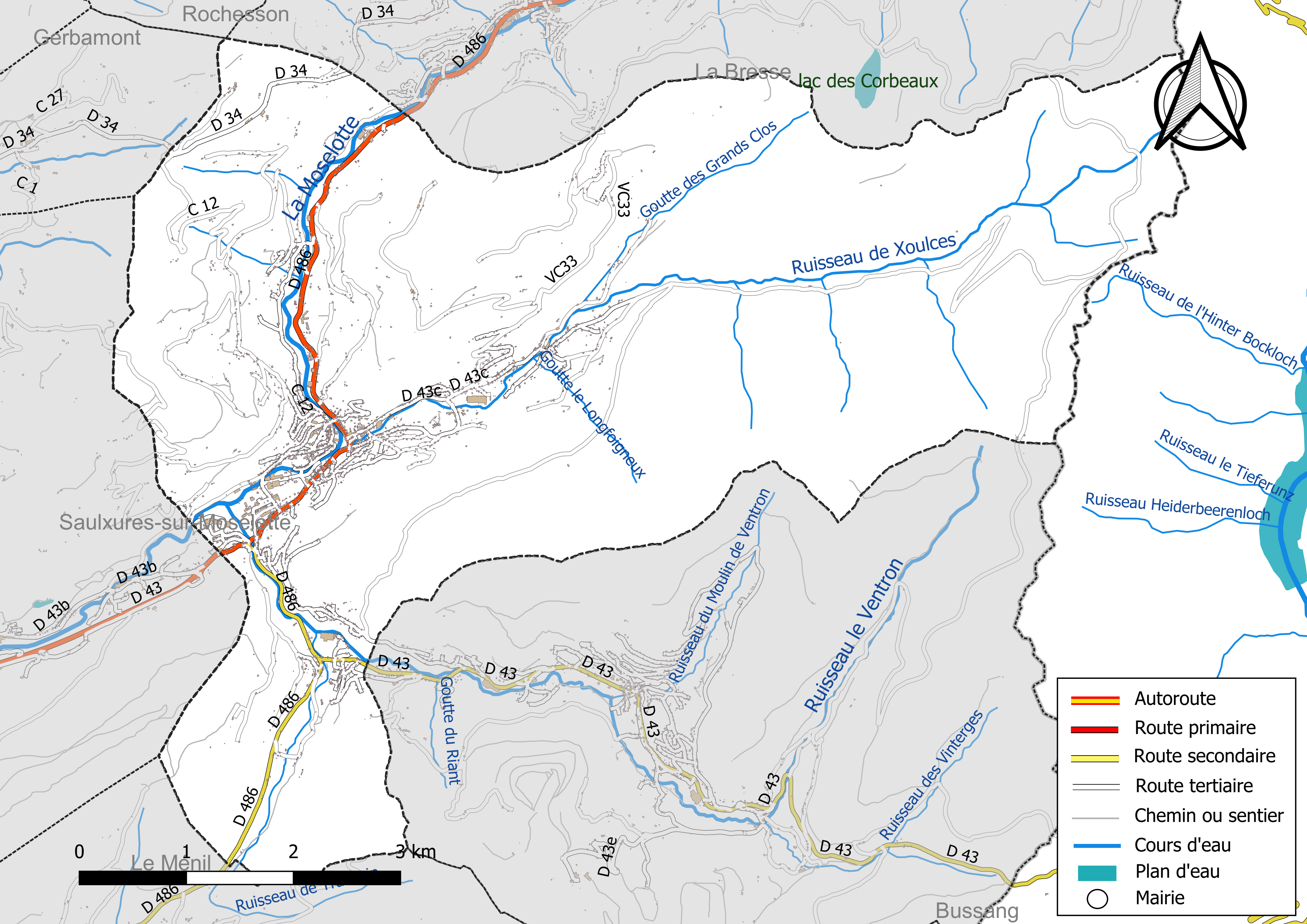
Réseaux hydrographique et routier de Cornimont.

La qualité des eaux de baignade et des cours d’eau peut être consultée sur un site dédié géré par les agences de l’eau et l’Agence française pour la biodiversité.

### Climat
Pour des articles plus généraux, voir Climat du Grand Est et Climat des Vosges.
En 2010, le climat de la commune est de type climat de montagne, selon une étude du Centre national de la recherche scientifique s'appuyant sur une série de données couvrant la période 1971-2000. En 2020, Météo-France publie une typologie des climats de la France métropolitaine dans laquelle la commune est exposée à un climat semi-continental et est dans la région climatique Vosges, caractérisée par une pluviométrie très élevée (1 500 à 2 000 mm/an) en toutes saisons et un hiver rude (moins de 1 °C).
Pour la période 1971-2000, la température annuelle moyenne est de 9 °C, avec une amplitude thermique annuelle de 16,8 °C. Le cumul annuel moyen de précipitations est de 1 830 mm, avec 14,7 jours de précipitations en janvier et 11,3 jours en juillet. Pour la période 1991-2020, la température moyenne annuelle observée sur la station météorologique de Météo-France la plus proche, « Basse-s-l-rupt », sur la commune de Basse-sur-le-Rupt à 6 km à vol d'oiseau, est de 10,7 °C et le cumul annuel moyen de précipitations est de 1 551,6 mm. 
La température maximale relevée sur cette station est de 39,3 °C, atteinte le 25 juillet 2019 ; la température minimale est de −18,1 °C, atteinte le 1er mars 2005,,.
Les paramètres climatiques de la commune ont été estimés pour le milieu du siècle (2041-2070) selon différents scénarios d'émission de gaz à effet de serre à partir des nouvelles projections climatiques de référence DRIAS-2020. Ils sont consultables sur un site dédié publié par Météo-France en novembre 2022.

## Urbanisme

### Typologie
Au 1er janvier 2024, Cornimont est catégorisée commune rurale à habitat dispersé, selon la nouvelle grille communale de densité à sept niveaux définie par l'Insee en 2022.
Elle appartient à l'unité urbaine de La Bresse, une agglomération intra-départementale regroupant quatre  communes, dont elle est ville-centre,,. La commune est en outre hors attraction des villes,.

### Occupation des sols
L'occupation des sols de la commune, telle qu'elle ressort de la base de données européenne d’occupation biophysique des sols Corine Land Cover (CLC), est marquée par l'importance des forêts et milieux semi-naturels (73,9 % en 2018), une proportion sensiblement équivalente à celle de 1990 (74,4 %). La répartition détaillée en 2018 est la suivante : 
forêts (70,4 %), prairies (11,1 %), zones agricoles hétérogènes (10 %), zones urbanisées (4,2 %), milieux à végétation arbustive et/ou herbacée (3,5 %), zones industrielles ou commerciales et réseaux de communication (0,8 %). L'évolution de l’occupation des sols de la commune et de ses infrastructures peut être observée sur les différentes représentations cartographiques du territoire : la carte de Cassini (XVIIIe siècle), la carte d'état-major (1820-1866) et les cartes ou photos aériennes de l'IGN pour la période actuelle (1950 à aujourd'hui).

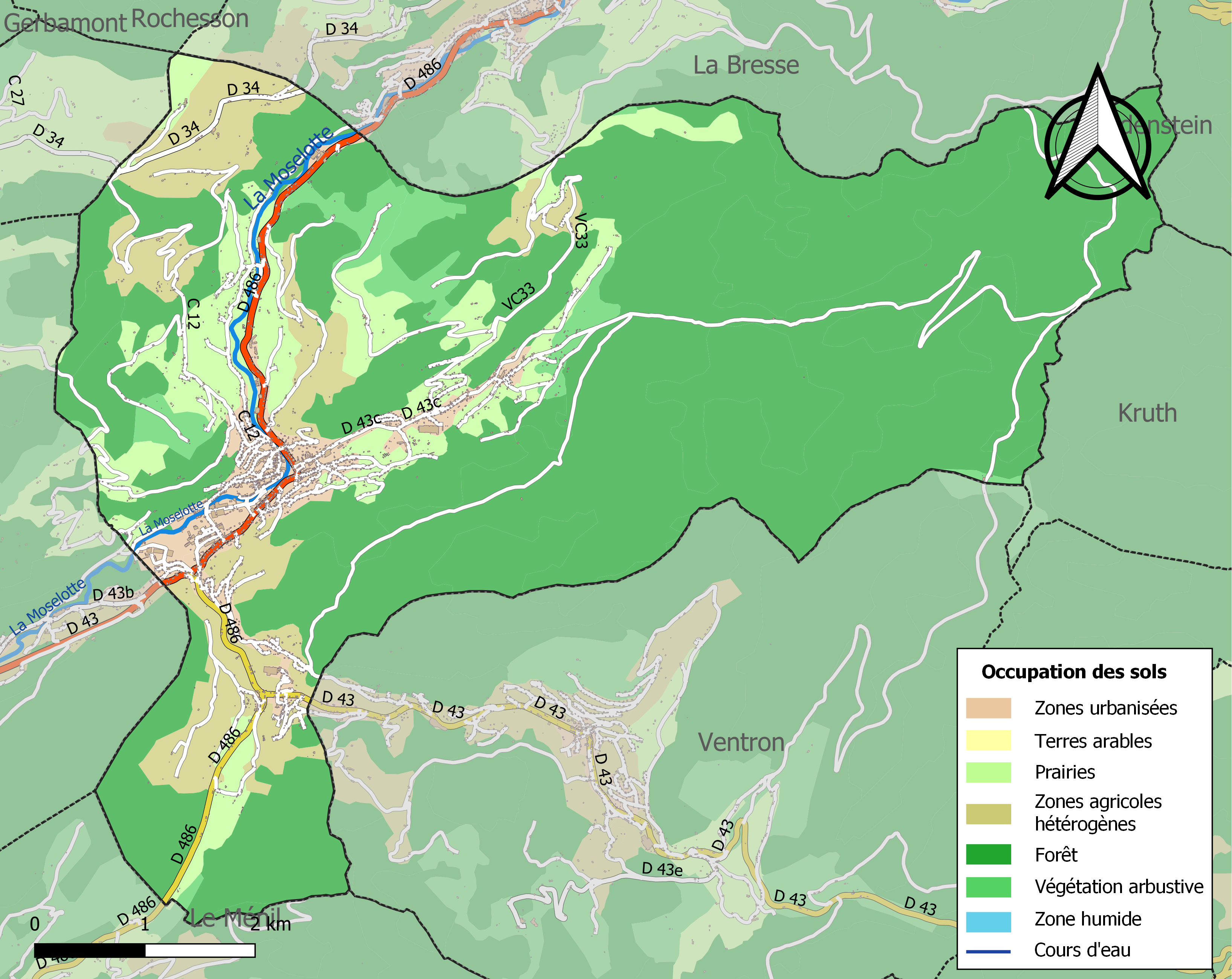
Carte des infrastructures et de l'occupation des sols de la commune en 2018 (CLC).

### Voies de communications et transports

#### Voies routières
- D486 vers Saulxrures-sur-Moselotte[20].
- D43 vers La Bresse.

#### Transports en commun
- Fluo Grand Est.

#### Lignes SNCF

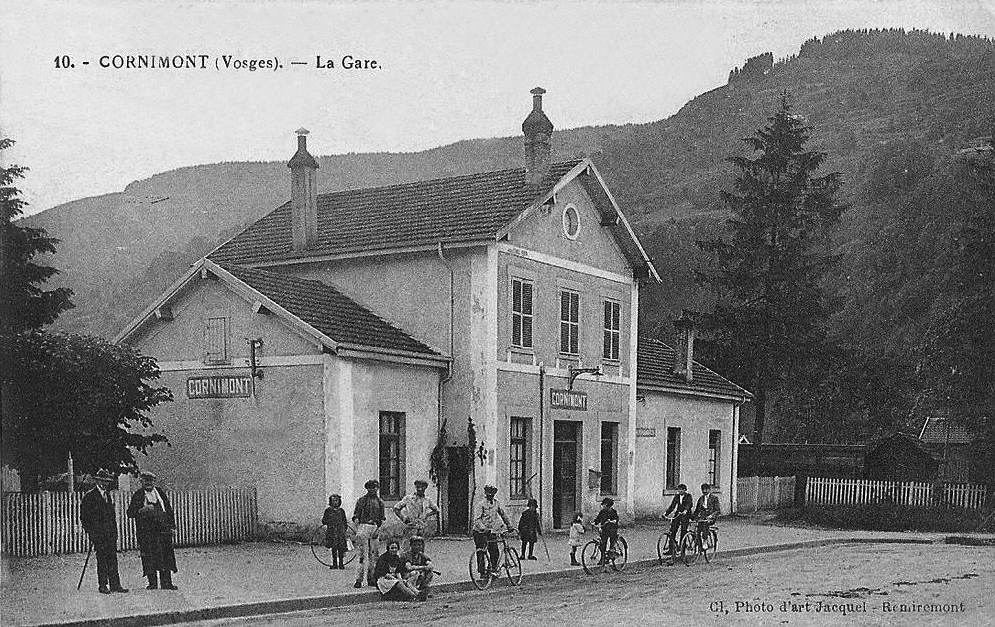
Ancienne gare de Cornimont vers 1920.
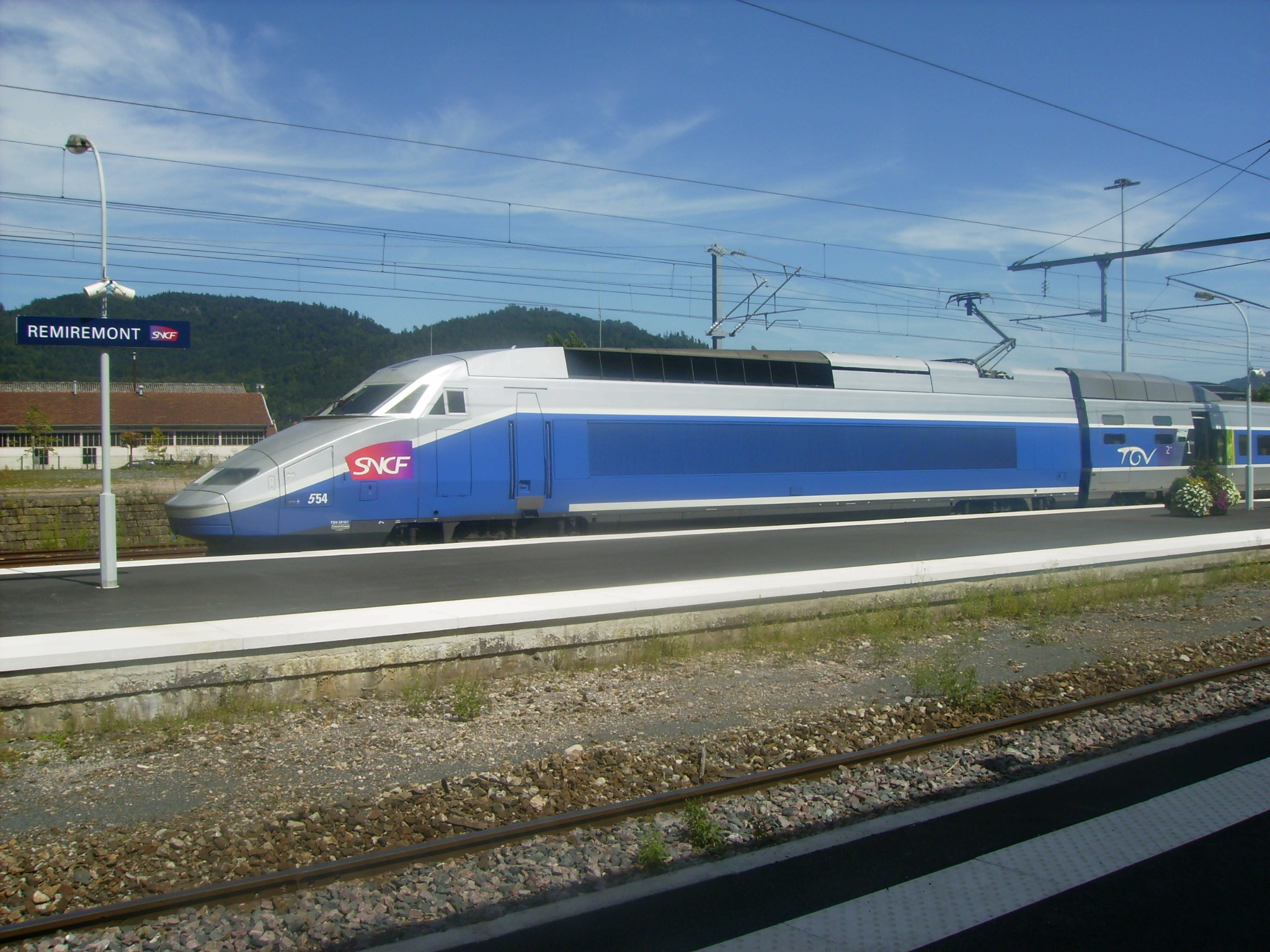
Gare de Remiremont desservie par le TGV et des trains TER Grand Est..

- Gare de Remiremont.
- Gare de Kruth.
- Gare d'Oderen.
- Gare de Fellering.

## Toponymie
Le nom de la localité est attesté sous les formes Cournimont (1345) ; Conins de Cornemont (1346) ; Cornimont (1433) ; Cornelmont (1519) ; Cournilmont, Cornilmont (1590) ; Cornymont (1594) ; Cornemant (1612) ; Courimont (1656) ; Cornimons (1768) ; Hornenberg (1859).

De corne (pointe) et montis « colline pointue » ou « Mont de la Corne ». Le sommet et le point culminant a plus souvent le genre féminin en alsacien quand il désigne les pâturages d’altitudes vosgiens.[réf. nécessaire]

Une tradition populaire voudrait que la commune tire son nom d'une corne d'aurochs (avec laquelle on sonnait autrefois les rassemblements) oubliée par Charlemagne lors d'une partie de chasse dans les forêts sauvages des Hautes-Vosges qu'il appréciait.[réf. nécessaire]
Parmi les interprétations plus scientifiques, Albert Dauzat voit dans Cornimont un « mont pointu », ayant la forme d'une corne ; quant à Ernest Nègre, il pense plutôt à un « mont de Cornicus », nom de personne latin[réf. nécessaire]. En allemand, le village se nommait naguère Hornenberg (Horn « corne » / Berg « mont, montagne »), et en alsacien Hornepari, noms inusités depuis longtemps dans les deux langues.

## Histoire
Inhabitée avant le VIIe siècle, la haute vallée de la Moselotte et ses forêts étaient un terrain de chasse pour les seigneurs mérovingiens puis carolingiens. Plus tard, la vallée est empruntée pour relier les monastères de Remiremont et de Munster. Petit à petit, des colonies se fixèrent sur ce trajet.
Le village date environ du IXe siècle au Xe siècle. Il dépendait alors de la baronnerie de Faucogney. Cornimont relevait du ban de Vagney et appartenait au bailliage de Remiremont,. Les territoires de Cornimont et de Xoulces sont ensuite détachés du bailliage romarimontain et dépendent de la seigneurie de Fougerolles.
Au Moyen Âge, le village subit une famine en 1315, la peste en 1349 et les fréquentes guerres entre seigneurs tiraillent la seigneurie de Fougerolles entre le duché de Bourgogne et le duché de Lorraine, transférant régulièrement Cornimont de l'un à l'autre. Au XIVe siècle, le village compte environ 300 habitants répartis entre le plain de Xoulces, Cherménil et le Daval. Deux oratoires et une chapelle au Saulcy, nommée Saint-Barthélémy aux Bois, sont érigés.
Son église, annexe de Saulxures-sur-Moselotte, était dédiée à saint Barthélemy,.
Première mention connue : Cournimont (1345).
À la Révolution, Cornimont fut choisi comme chef-lieu de canton de 1790 à l'an XI, dans le district de Remiremont. Par arrêté consulaire du 26 ventôse an XI, le chef-lieu du canton de Cornimont fut transféré à Saulxures-sur-Moselotte. Par une ordonnance du 18 mai 1831, la section de Travexin est rattachée à Cornimont. Cette ancienne commune était dotée d'une église.
Cornimont, qui connut une forte expansion à la fin du XIXe siècle, vit l'implantation de plusieurs usines textiles, à l'initiative de Georges Perrin. Depuis la crise de cette industrie, la population a fortement chuté.

### Combats de laSeconde Guerre mondiale

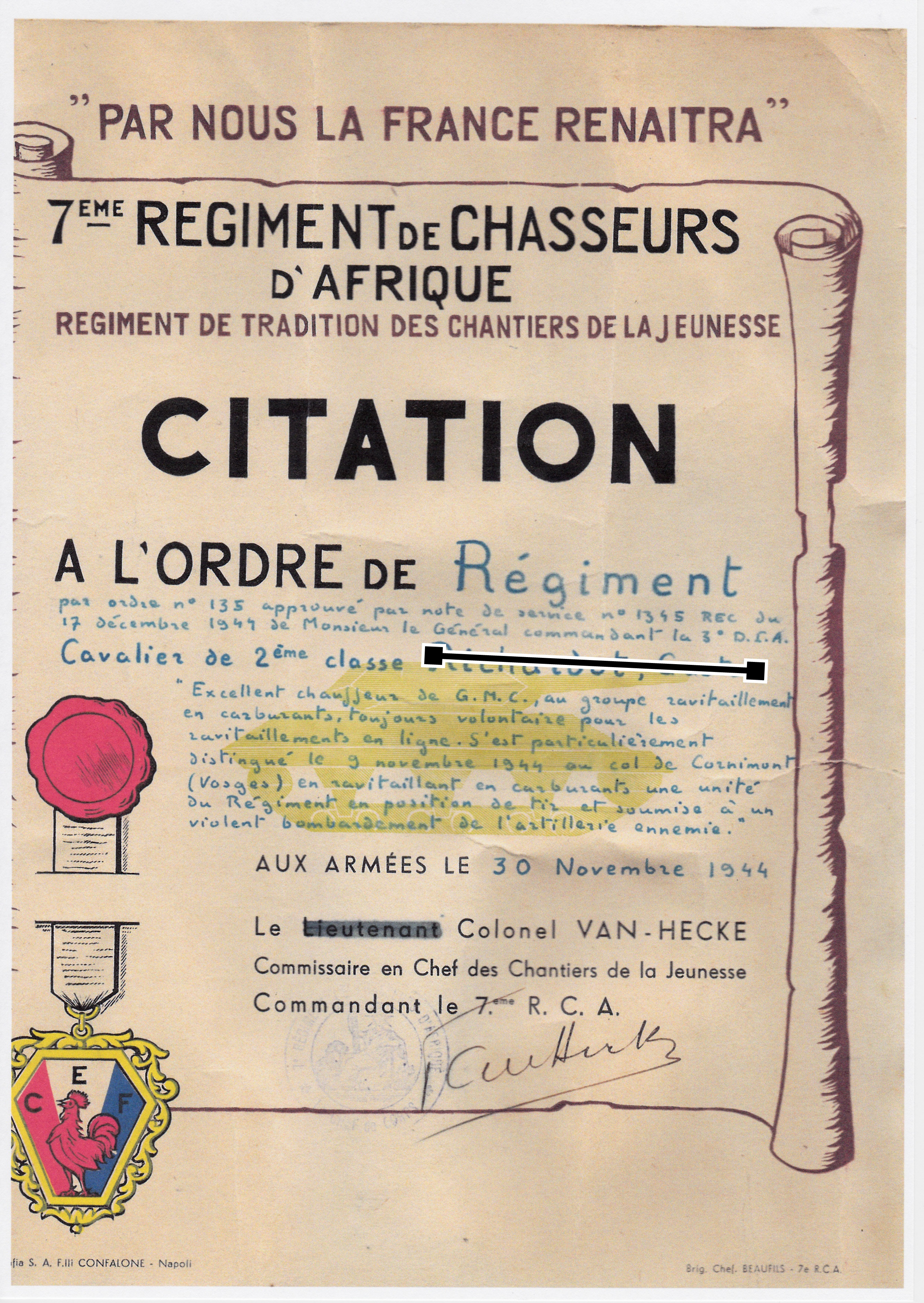
Évocation des combats de Cornimont du 9 novembre 1944 sur une citation de conducteur de GMC.

Le 14 octobre 1944, les hommes du 3e RTA (régiment de tirailleurs algériens) libèrent la ville de  Cornimont.
Le 3 septembre 1944, le 2e régiment de cuirassiers participe à la libération de Lyon, à la prise de Chalon-sur-Saône puis de Dijon et le 11 septembre 1944 d'Is-sur-Tille. Le 13, Langres est à son tour libérée après un vif combat. Le même jour, la jonction est effectuée près de Châtillon-sur-Seine, au nord-est de Chaumont, avec la 2e DB qui arrive de Paris. Obliquant à l'est, la 1re DB s'axe alors vers Colmar. Sa poussée vers les Vosges enlève Travexin mais ne peut en déboucher.
Après quarante-cinq jours de marche vers Le Thillot, dont les stations sont Mélisey, Servance, Château-Lambert, Ramonchamp, Cornimont, Travexin, Fresse-sur-Moselle, La Chevestraye, Recolonges et enfin Ronchamp dont la Chapelle Notre-Dame-du-Haut primitive est démolie par l'artillerie allemande. La 1re DB parviendra ainsi à l'orée de l'Alsace le 18 octobre 1944.
Cornimont et ses environs ont été le théâtre de combats acharnés entre l'armée allemande et l'armée française d'Afrique. En effet, l'armée des États-Unis a lancé une offensive vers Saint-Dié et l'Alsace. Les commandos sont arrivés le 13 octobre 1944 dans la zone de Ferdrupt pour dégager la vallée du Ménil, à la sortie du Thillot. Le climat de cette région est humide, il pleut sans discontinuer. La ligne de défense allemande va depuis les Baranges (au sud de Cornimont) et court vers l'est, devant Travexin et Ventron. Les commandos vont investir la ligne de crêtes qui court au-dessus de 1 000 m, partant de la cote 743 vers le Haut de Tomteux, en passant par le Haut de Grosse Pierre et le Brûleux. L'artillerie allemande (canons automoteurs) tire avec précision et les pertes sont lourdes avec des combats contre les troupes aguerries. Le bilan de neuf jours de combats est lourd :
- 92 tués dont 19 officiers,
- 370 blessés.

Les commandos sont relevés. Du 1er novembre 1944 au 26 novembre 1944, le 7e régiment de chasseurs d'Afrique va combattre avec ses blindés dans la boue, sous la neige et le froid. Les blindés (chasseurs de chars) sont affrontés à l'artillerie allemande. Les camions de ravitaillement seront mis à contribution pour fournir vivres et carburant.
Les troupes partiront à l'assaut des cols des Vosges à partir du 26 novembre 1944.
La commune a été décorée, le 28 mai 1948, de la Croix de guerre 1939-1945.

## Politique et administration

### Découpage territorial
Par arrêté préfectoral du 15 septembre 2023, la commune est retirée le 1er janvier 2024 de l'arrondissement de Saint-Dié-des-Vosges et rattachée à l'arrondissement d'Épinal.

### Liste des maires à partir de 1901
| Période                                  | Période      | Identité                   | Étiquette    | Qualité |
| ---------------------------------------- | ------------ | -------------------------- | ------------ | --- |
| Les données manquantes sont à compléter. |              |                            |              | |
| 1901 ou 1915                             | 1929         | Albert Valdenaire          |              | |
| 1929                                     | 1944         | Louis Gaillemin            | FR           | Médecin Député des Vosges (1934 → 1939) Sénateur des Vosges (1939 → 1940) Conseiller général du canton de Saulxures-sur-Moselotte (1919 → 1940)                                                          |
| juin 1944                                | octobre 1944 | Alphonse Claudel           |              | |
| octobre 1944                             | mai 1945     | Jean Favre                 |              | |
| mai 1945                                 | février 1946 | Alphonse Claudel           |              | |
| février 1946                             | octobre 1947 | Georges Albert             |              | garagiste |
| octobre 1947                             | mai 1953     | Louis Gaillemin            |              | Médecin Conseiller général du canton de Saulxures-sur-Moselotte (1945 → 1960) |
| mai 1953                                 | mars 1965    | René Bachelier (1898-1983) |              | Industriel |
| mars 1965                                | juin 1995    | Gérard Braun               | UDR puis RPR | Pharmacien Député de la 3e circonscription des Vosges (1973 → 1981) Conseiller régional de Lorraine (1977 → 2004) Conseiller général du canton de Saulxures-sur-Moselotte (1973 → 1979 puis 1985 → 1992) |
| juin 1995                                | mars 2001    | Yvan Pierrel               |              | Contremaître imprimerie |
| mars 2001                                | mars 2014    | Maurice Claudel            | DVG          | Technicien forestier |
| mars 2014                                | En cours     | Marie-Josèphe Clément      | DVG          | Aide-soignante retraitée |

## Finances locales

### Budget et fiscalité 2023

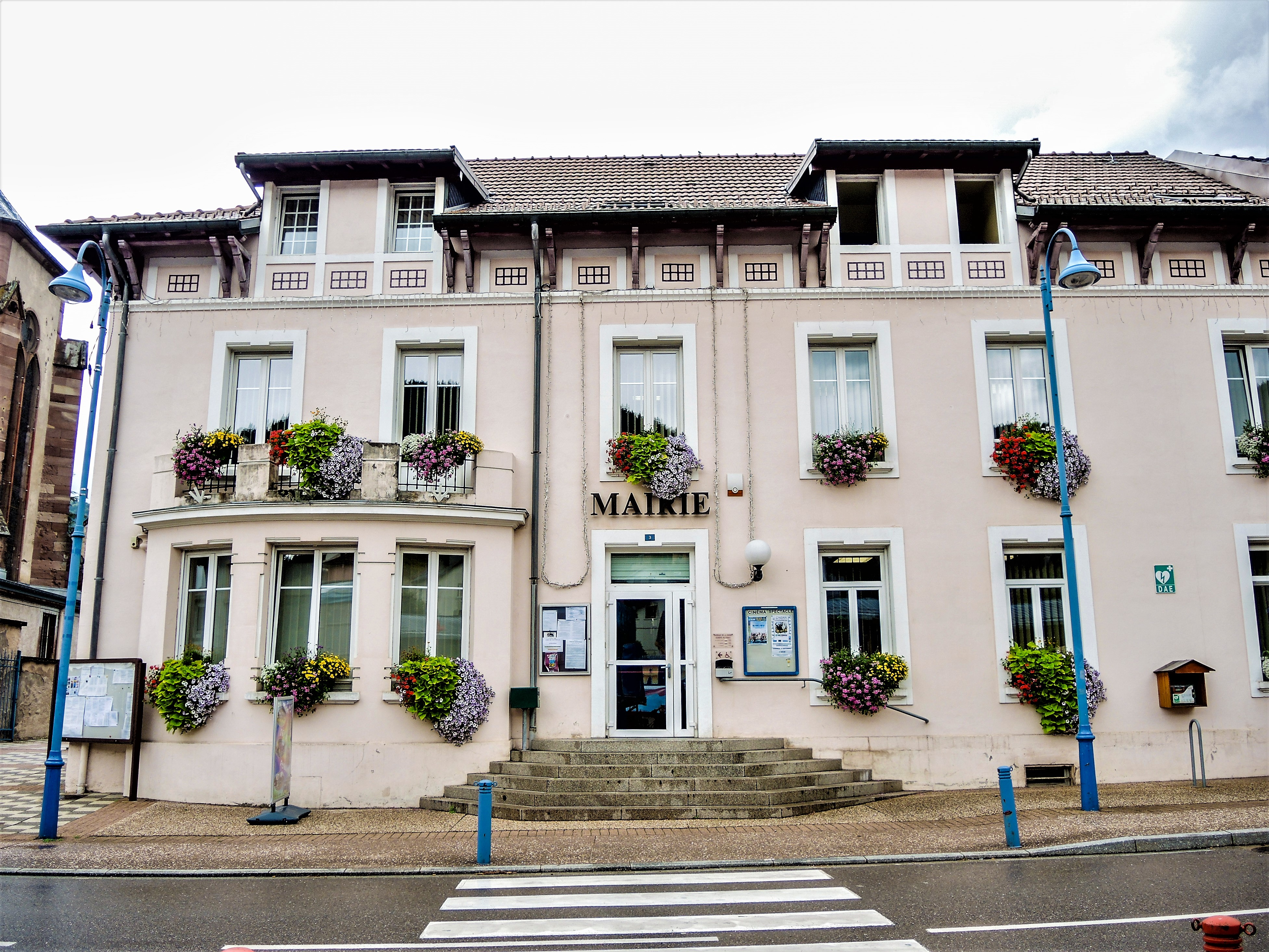
La mairie, 3, rue des Grands-Meix.

En 2023, le budget de la commune était constitué ainsi :
- Total des produits de fonctionnement : 4 602 000 €, soit 1 468 € par habitant ;
- Total des charges de fonctionnement : 3 510 000 €, soit 1 120 € par habitant ;
- Total des ressources d’investissement : 2 517 000 €, soit 803 € par habitant ;
- Total des emplois d’investissement : 1 920 000 €, soit 613 € par habitant ;
- Endettement : 648 000 €, soit 207 € par habitant.

Fiscalité
- Taux d’imposition taxe d’habitation : 21,76 % ;
- Taxe foncière sur propriétés bâties : 41,34 % ;
- Taxe foncière sur propriétés non bâties : 43,67 % ;
- Taxe additionnelle à la taxe foncière sur les propriétés non bâties : 0,00 % ;
- Cotisation foncière des entreprises : 0,00 %.

Chiffres clés Revenus et pauvreté des ménages en 2021 : médiane en 2021 du revenu disponible, par unité de consommation : 20 340 €.

### Jumelages
- Steinen (Allemagne).

## Population et société

### Démographie

#### Évolution démographique
L'évolution du nombre d'habitants est connue à travers les recensements de la population effectués dans la commune depuis 1793. Pour les communes de moins de 10 000 habitants, une enquête de recensement portant sur toute la population est réalisée tous les cinq ans, les populations de référence des années intermédiaires étant quant à elles estimées par interpolation ou extrapolation. Pour la commune, le premier recensement exhaustif entrant dans le cadre du nouveau dispositif a été réalisé en 2005.

En 2022, la commune comptait 3 037 habitants, en évolution de −6,21 % par rapport à 2016 (Vosges : −2,96 %, France hors Mayotte : +2,11 %).
| 1793  | 1800  | 1806  | 1821  | 1831  | 1836  | 1841  | 1846  | 1856  |
| ----- | ----- | ----- | ----- | ----- | ----- | ----- | ----- | ----- |
| 1 769 | 1 701 | 1 977 | 2 139 | 2 540 | 2 685 | 2 590 | 3 052 | 3 789 |

| 1861  | 1866  | 1872  | 1876  | 1881  | 1886  | 1891  | 1896  | 1901  |
| ----- | ----- | ----- | ----- | ----- | ----- | ----- | ----- | ----- |
| 4 163 | 4 517 | 4 044 | 4 513 | 4 614 | 4 725 | 4 821 | 5 328 | 5 268 |

| 1906  | 1911  | 1921  | 1926  | 1931  | 1936  | 1946  | 1954  | 1962  |
| ----- | ----- | ----- | ----- | ----- | ----- | ----- | ----- | ----- |
| 5 463 | 5 607 | 4 746 | 4 790 | 4 561 | 4 705 | 4 157 | 4 915 | 5 058 |

| 1968  | 1975  | 1982  | 1990  | 1999  | 2005  | 2006  | 2010  | 2015  |
| ----- | ----- | ----- | ----- | ----- | ----- | ----- | ----- | ----- |
| 5 021 | 5 211 | 4 556 | 4 042 | 3 861 | 3 761 | 3 739 | 3 546 | 3 260 |

| 2020  | 2022  | - | - | - | - | - | - | - |
| ----- | ----- | - | - | - | - | - | - | - |
| 3 062 | 3 037 | - | - | - | - | - | - | - |

### Enseignement
Établissements d'enseignements : 
- Écoles maternelles et primaires à Cornimont, Ventron, La Bresse, Saulxures-sur-Moselotte.
- Collège Charlemagne, rebaptisé Hubert-Curien à Corniment le 20 janvier 2007.

Collège à La Bresse.
- Lycées à Gérardmer, Munster, Remiremont.

### Santé
Professionnels et établissements de santé :
- Médecins à Cornimont, La Bresse, Saulxures-sur-Moselotte, Bussang, Vagney, Le Ménil, Kruth, Le Thillot.
- Pharmacies à Cornimont, La Bresse, Saulxures-sur-Moselotte, Bussang, Vagney, Le Thillot.
- L'hôpital[41] :
  - la  construction de l'hospice-hôpital de Cornimont a été décidée par délibération du conseil municipal en date du 19 novembre 1901, sur un terrain acheté par la municipalité en 1898. Un  décret  ministériel du 21 juillet 1905 officialise la création de l'établissement, qui reçoit dès 1906 les malades, vieillards et infirmes de Cornimont et quelques indigents de Ventron ;
  - en  1907, la commune cède à l'hospice sa propriété de Cherménil, grosse ferme acquise vers 1900 pour accueillir les mendiants ;
  - en  1930, les sœurs de la congrégation du Saint-Esprit de Rouceux prennent en charge la gestion de l'établissement, qui se voit augmenté d'une maternité en 1950 ;
  - en 2007, une maison de retraite est adjointe à l'hôpital.
- Centre hospitalier Beatrix de Lorraine de Remiremont.

### Cultes
- Culte catholique, Paroisse Notre-Dame-des-Gouttes[42], Diocèse de Saint-Dié.

## Économie

### Entreprises et commerces

#### Agriculture
- Culture de céréales, de légumineuses et de graines oléagineuses.
- Élevage de vaches laitières.
- Élevage d'ovins et de caprins.
- Élevage d'autres bovins et de buffles.
- Élevage de volailles.

#### Tourisme
- Hébergements et restauration à Cornimont, Ventron, La Bresse.

#### Commerces
- Commerces et services de proximité.
- Comme l'ont relevé les ethnologues et historiens, et notamment Pierre Durupt, l'industrie textile a eu une forte influence sociale et culturelle sur la vie des vallées vosgiennes et notamment à Cornimont[43],[44].
- L'entreprise industrielle de menuiseries PVC Les Zelles siègeant à La Bresse dispose d'une entité à Cornimont[45].

## Culture locale et patrimoine

### Lieux et monuments

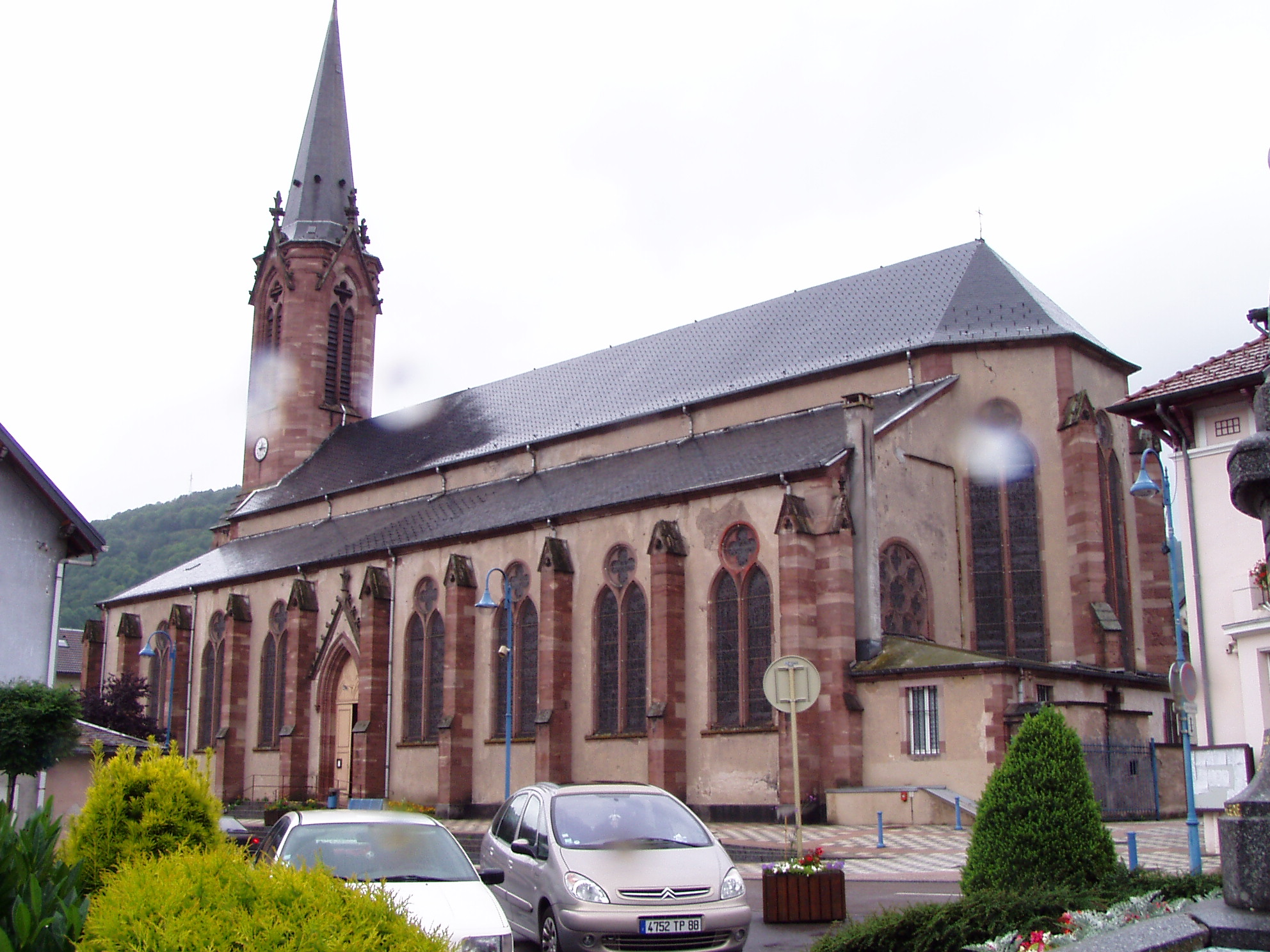
Église Saint-Barthélémy.
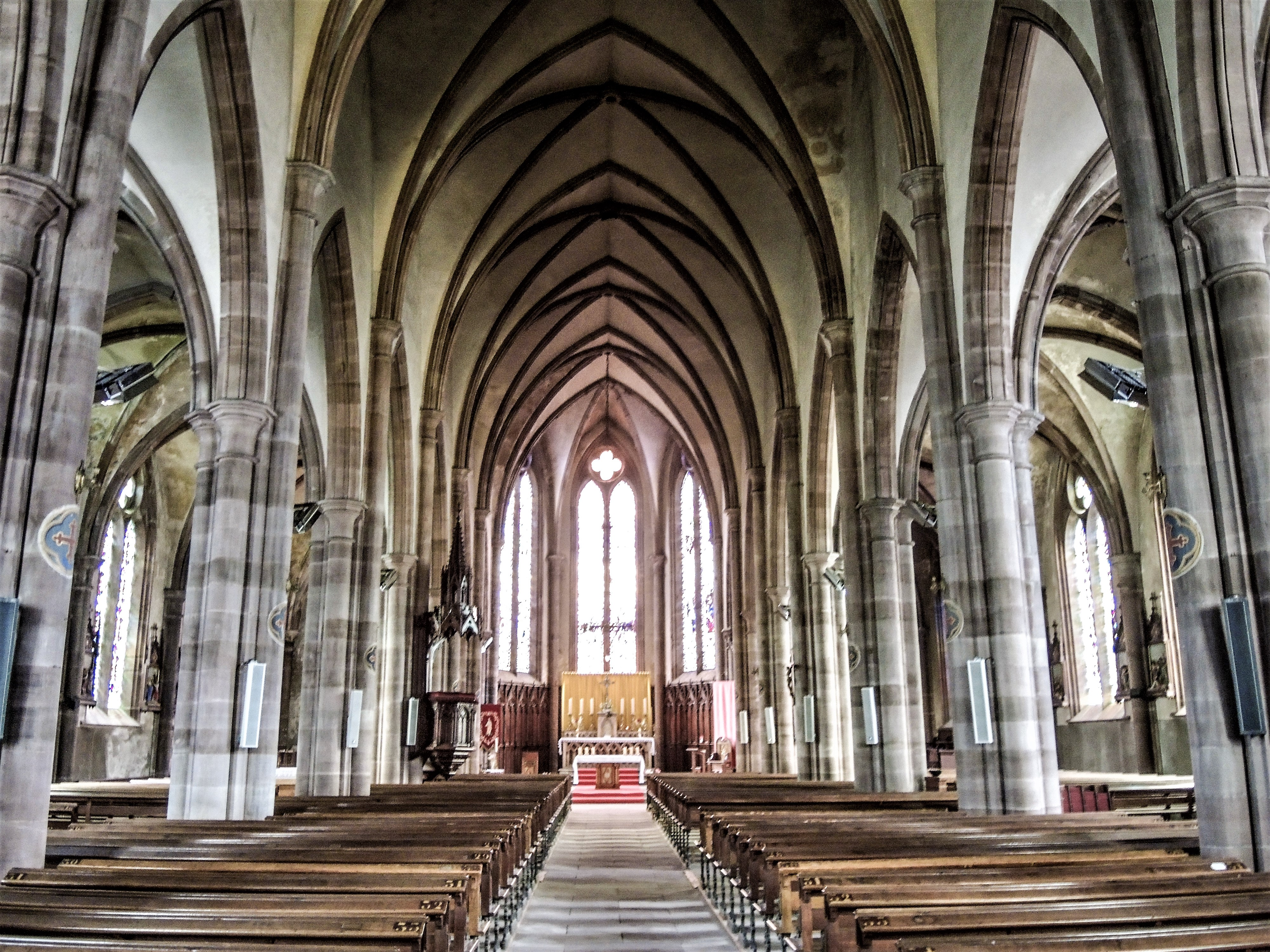
Nef de l'église.
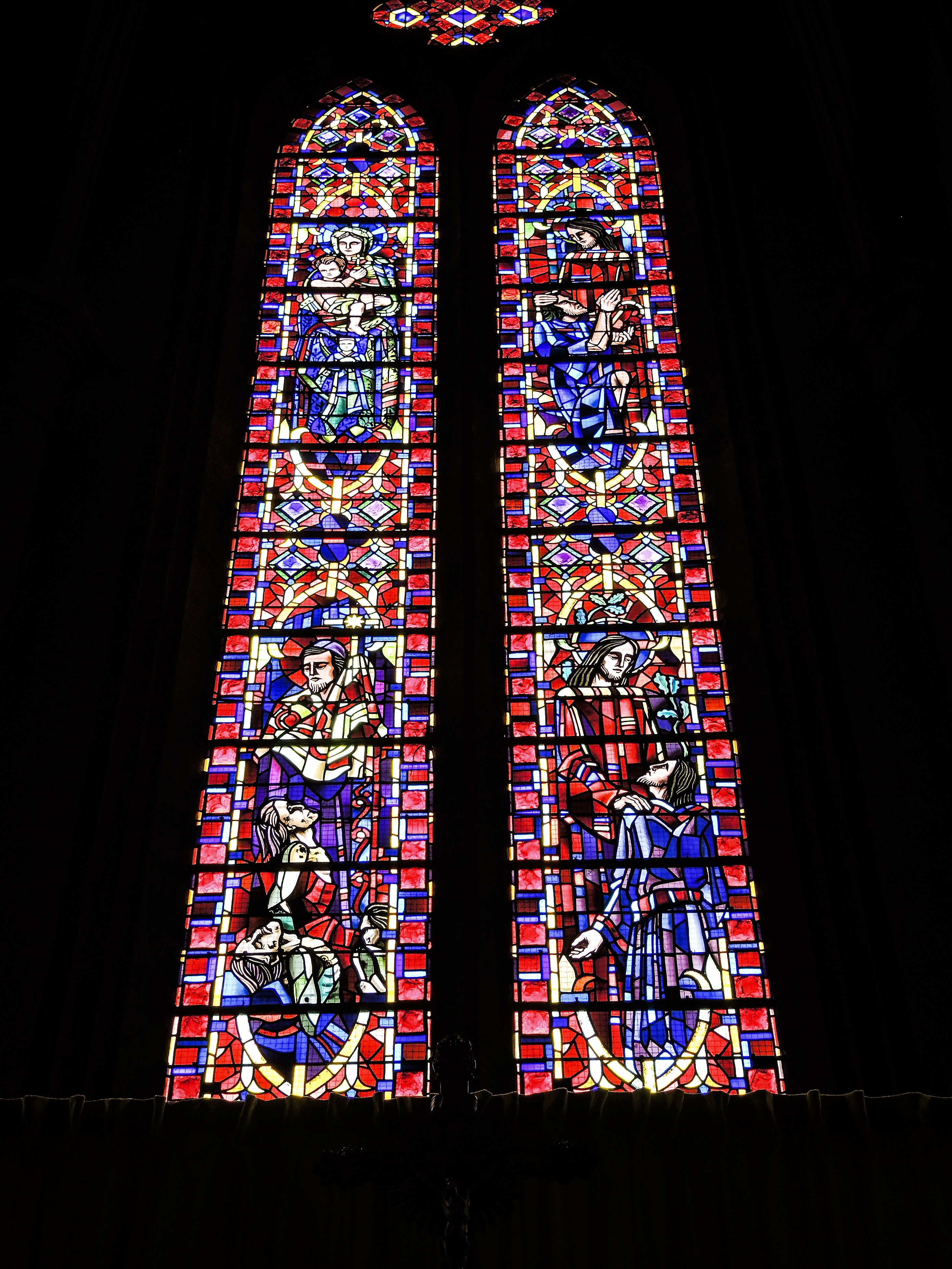
Vitrail central de l'abside.
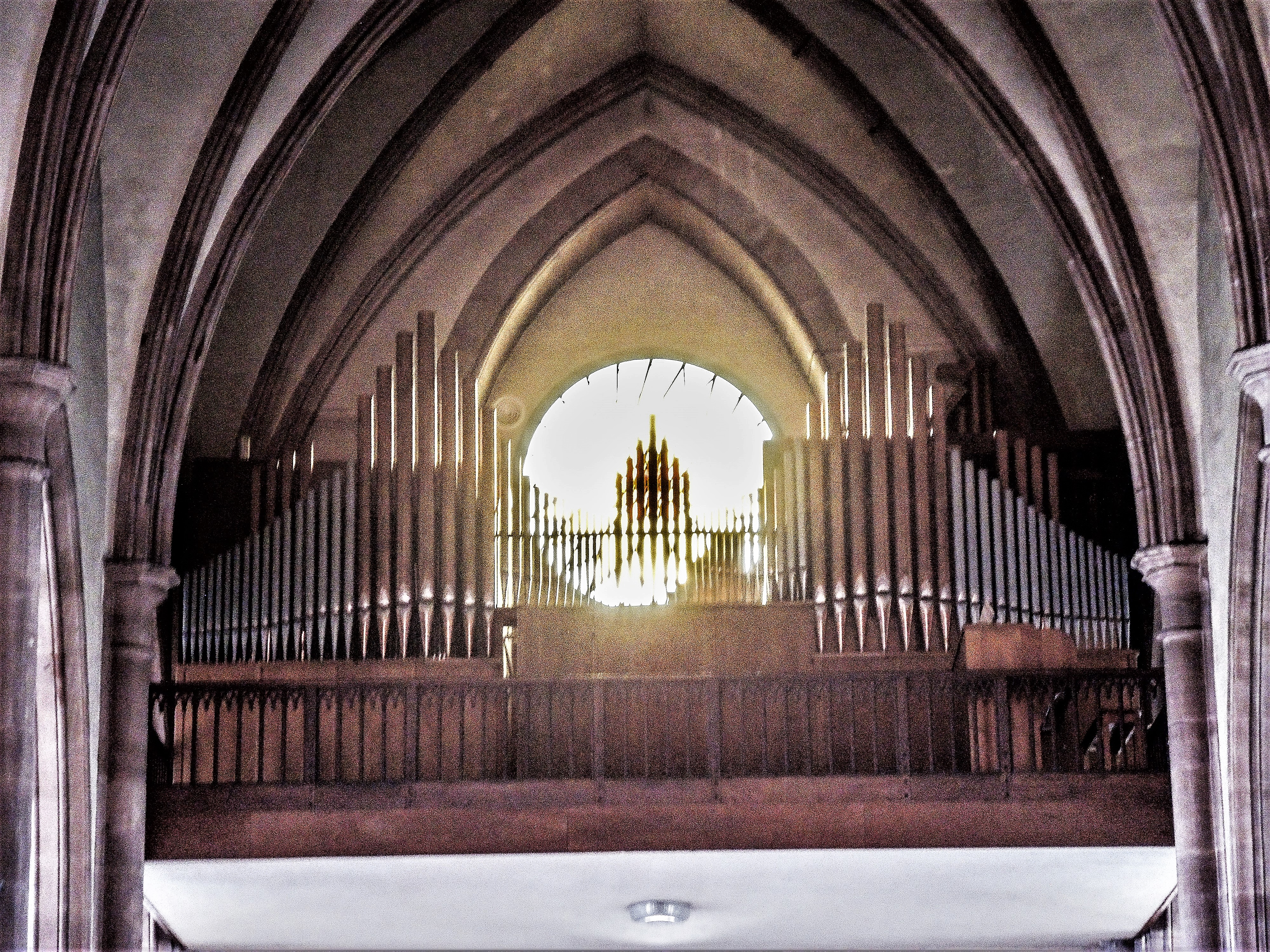
Orgue de l'église Saint-Barthélémy.
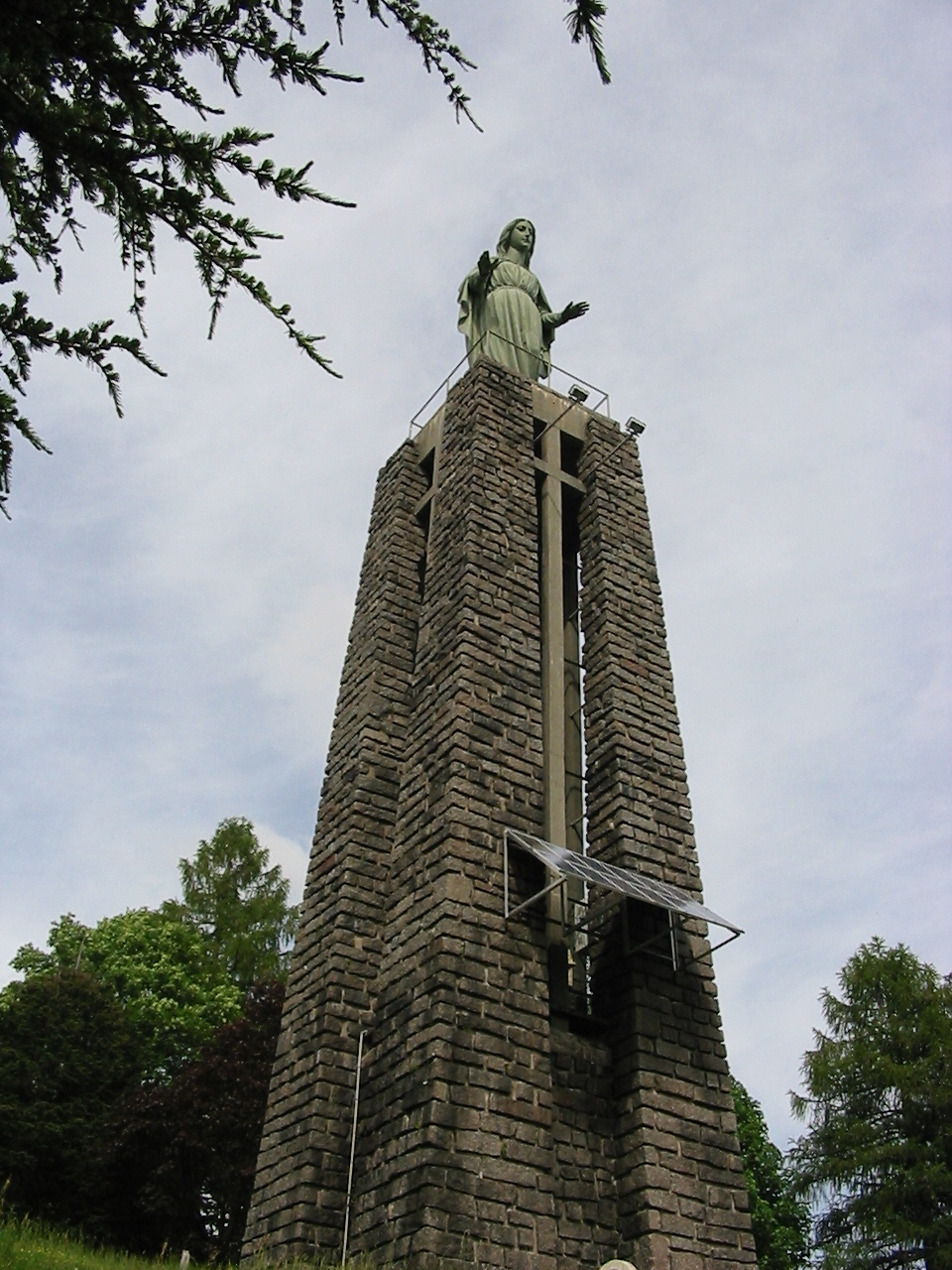
Le monument Notre-Dame-de-la-Paix.
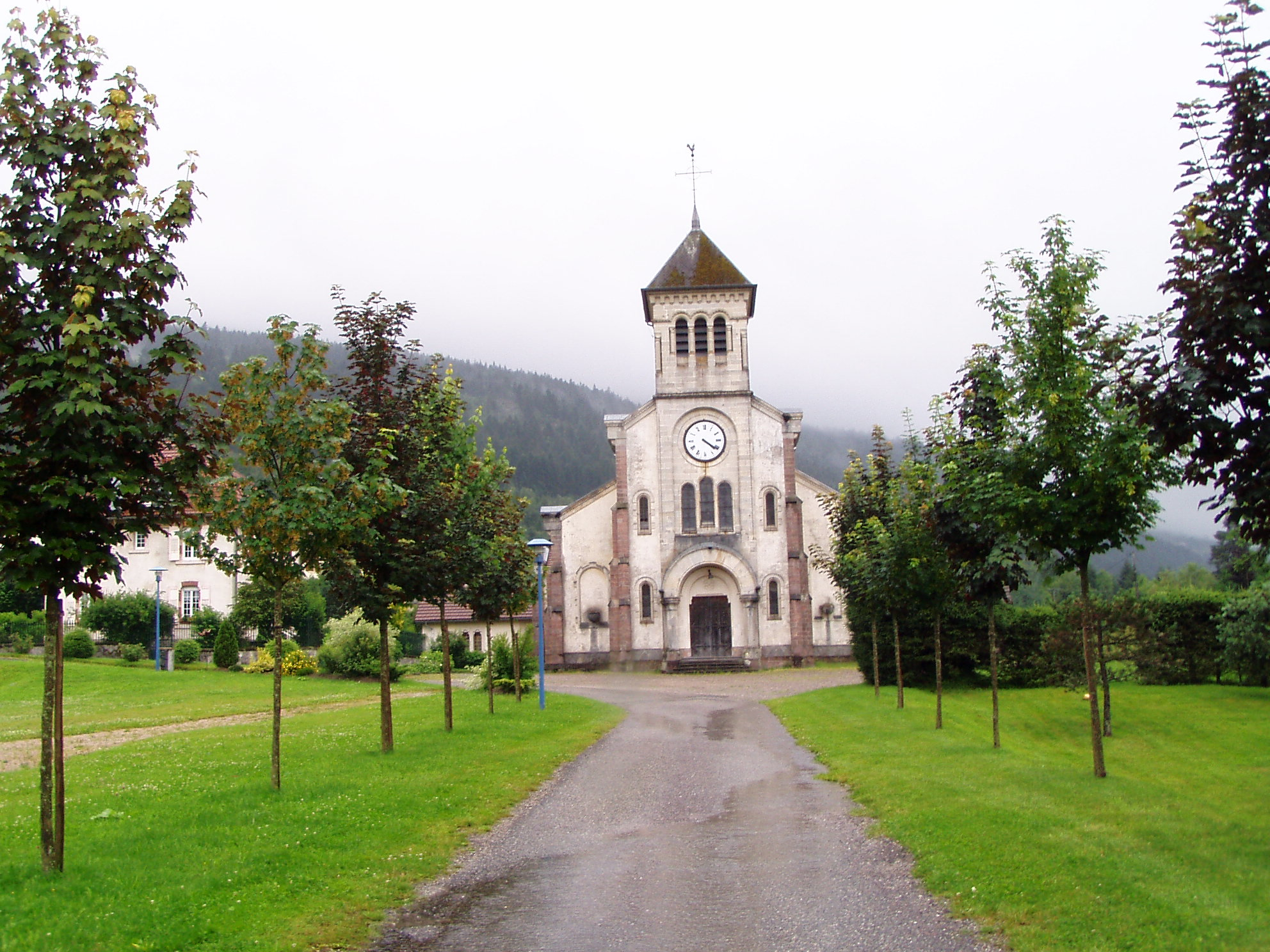
Chapelle de Travexin.
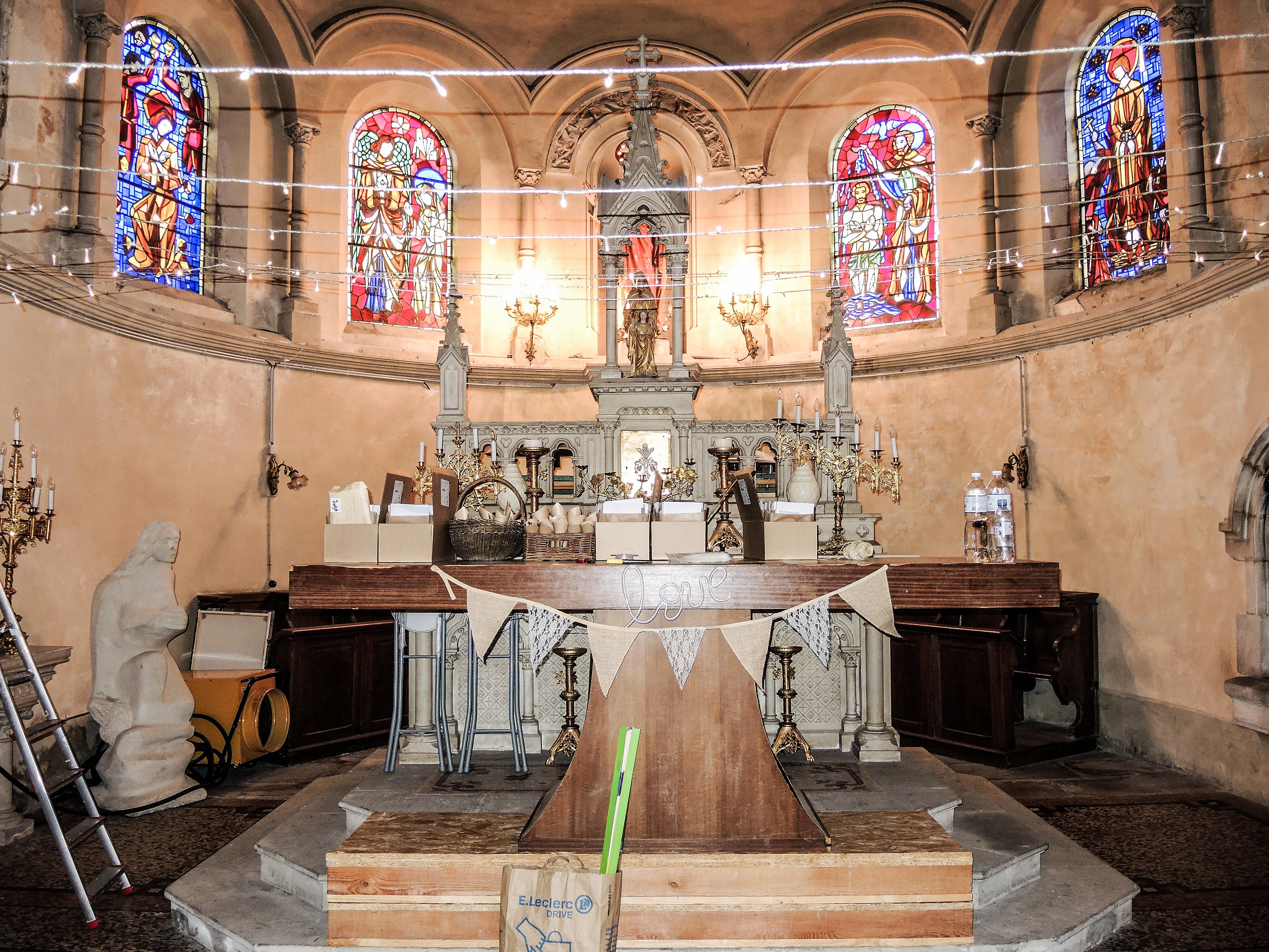
Autel, retable et vitraux de la chapelle de Travexin.

#### Patrimoine religieux
- Église Saint-Barthélémy (annexe de Saulxures-sur-Moselotte), construite en 1864 et consacrée le 2 septembre 1865 : 
  - son clocher de plus de 60 mètres abrite quatre cloches et un bourdon. La chanterelle Anna Albertine (400 kg) donne le « la » et la petite cloche Marie-Louise Eugénie (68 kg) donne le « fa », la cloche majeure, Maire-Clarisse Caroline (950 kg) donne le « mi », la grosse cloche Élisabeth Jeanne (1 300 kg) donne le « ré ». Élisabeth Jeanne, abîmée par les éclats d'obus en octobre 1944, a été descendue, refondue dans des ateliers spéciaux et remise en place en 1959 au cours d'une cérémonie de baptême après avoir été présentée à travers le village, toute enrubannée[46]. Une convention a été conclue en juin 2015 entre la Fondation du patrimoine, la paroisse et la commune pour lancer une souscription publique pour la recherche de financement de la restauration de deux cloches.
  - l'orgue, de Jacquot-Jeanpierre, a été reçu le 30 novembre 1871 par Romary Grosjean, organiste de la cathédrale de Saint-Dié et par Liehrmann, organiste à Raon-l'Étape[47]. il a été reconstruit par Curt Schwenkedel[48],[49],[50],[51].
  - l'église paroissiale abrite par ailleurs une statue de Vierge à l'Enfant connue sous le nom de « Madone de Cornimont »[52], datée de 1711 sur son socle[53], dernier maillon d'une lignée de statues issues du génie d'un des plus grands sculpteurs du XVIIe siècle, l'Italien Le Bernin.
  - les vitraux des seize baies de l'église ont été réalisés par Les Ateliers Loire entre 1947 et 1956[54].
- église du Sacré-Cœur, à Travexin, aujourd'hui « chapelle de Travexin » et son orgue[55],[56].

#### Autres sites
- Monument Notre-Dame-de-la-Paix : érigé en 1952 au lieudit la Grand-Roche, à la suite d'un vœu du chanoine Bihr, curé de la ville en 1940, qui souhaitait que le bourg ne soit pas détruit par l'occupant. Le monument représente la Vierge étendant ses mains en direction de la vallée[57],[58].
- Monument aux morts[59],[60].
- Scierie hydraulique domaniale à cadre du Mur-des-Granges[61],[62].
- Musée des Mille et une Racines[63],[64].
- Exposition de sculptures sur bois.
- Terminus (provisoire) de la Voie verte des Hautes-Vosges, piste de loisirs utilisant le tracé de l'ancienne voie ferrée.
- Place Jean-Joseph-Petitgenêt, inaugurée le 19 septembre 2008[65].
- Patrimoine rural recensé par le service régional de l'Inventaire général du patrimoine culturel[66].
- Jardin remarquable des Panrées[67].

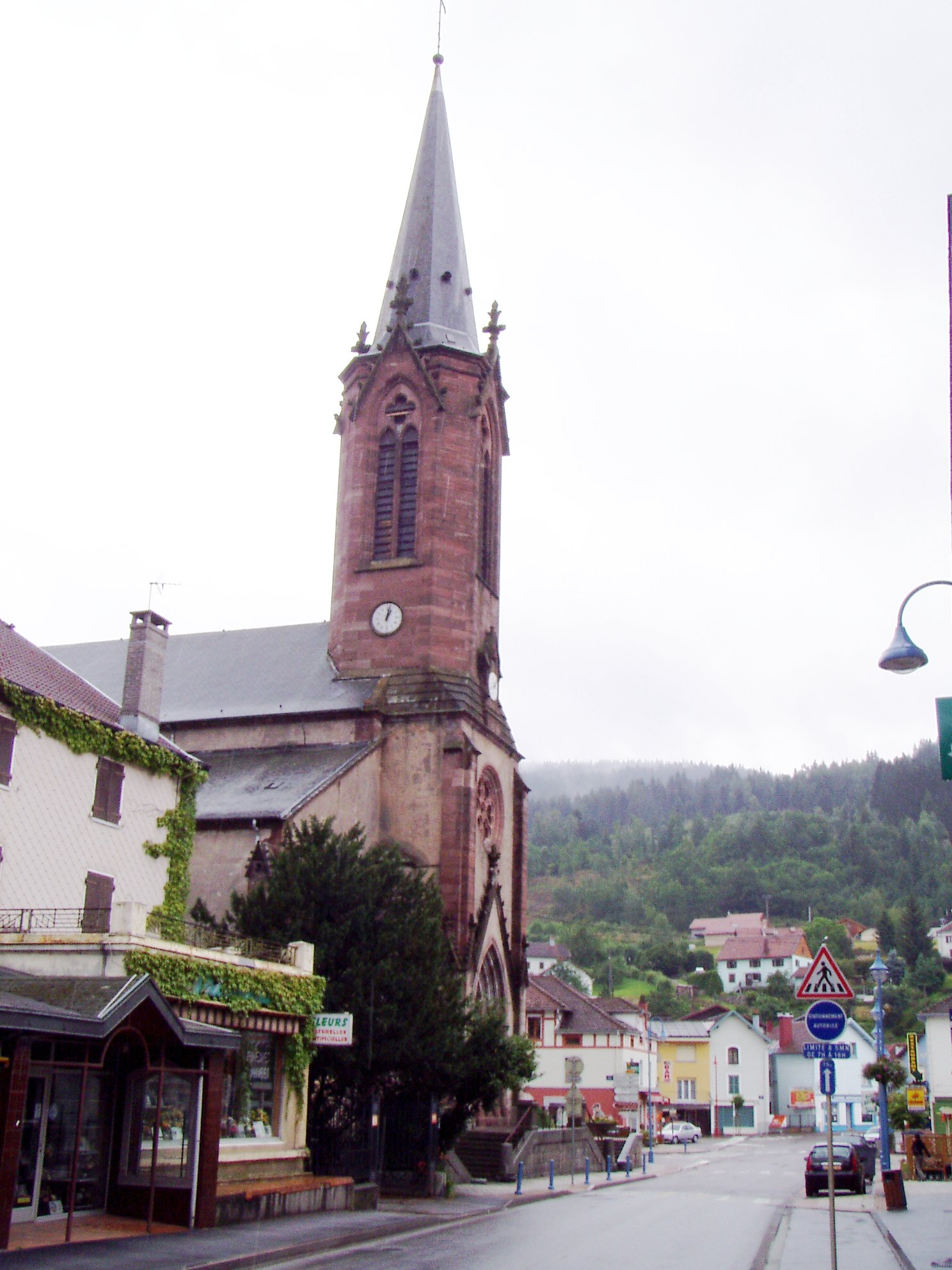
Église, rue de la 3e D.I.A.
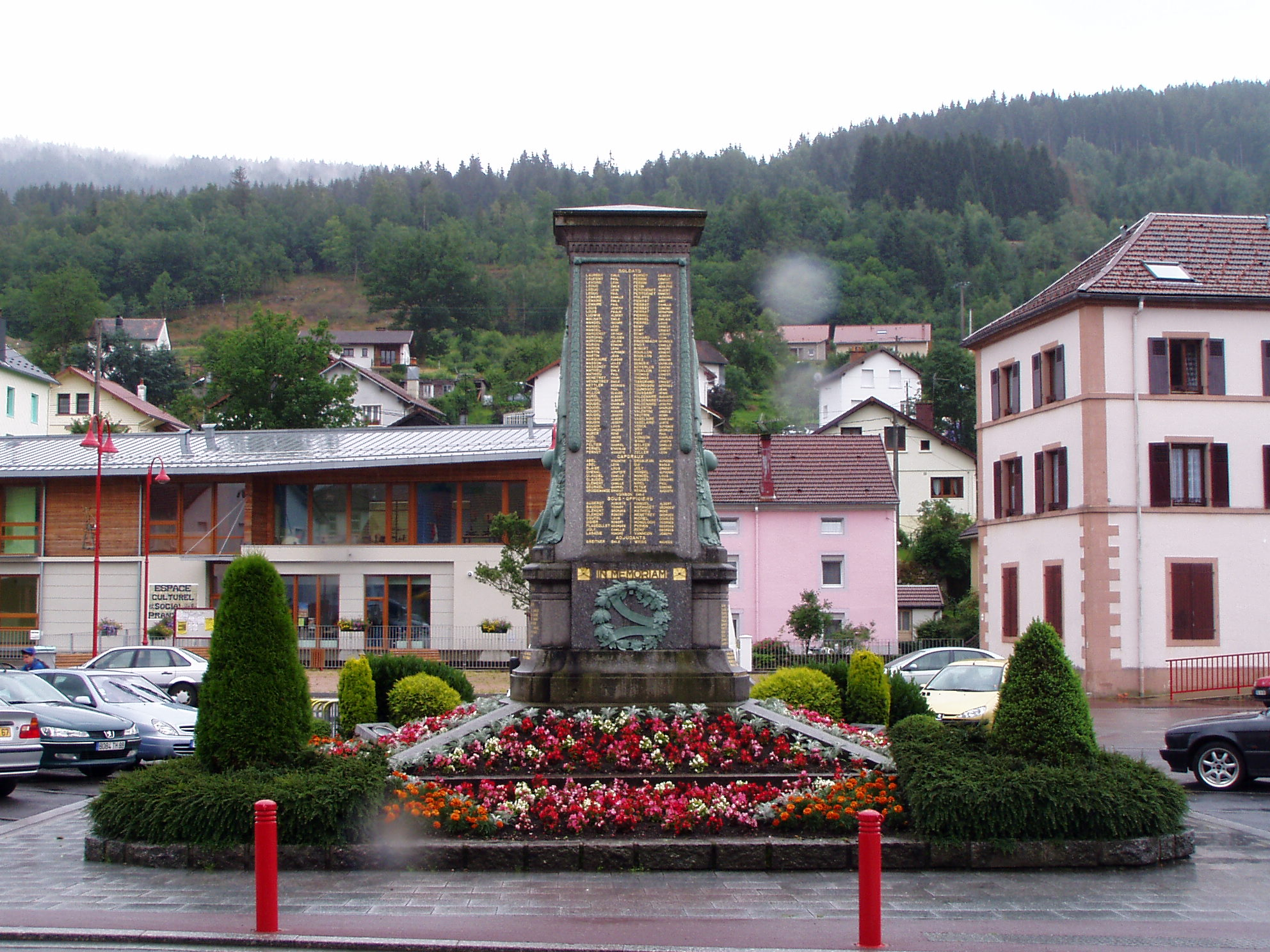
Monument aux morts, place de la Pranzière.
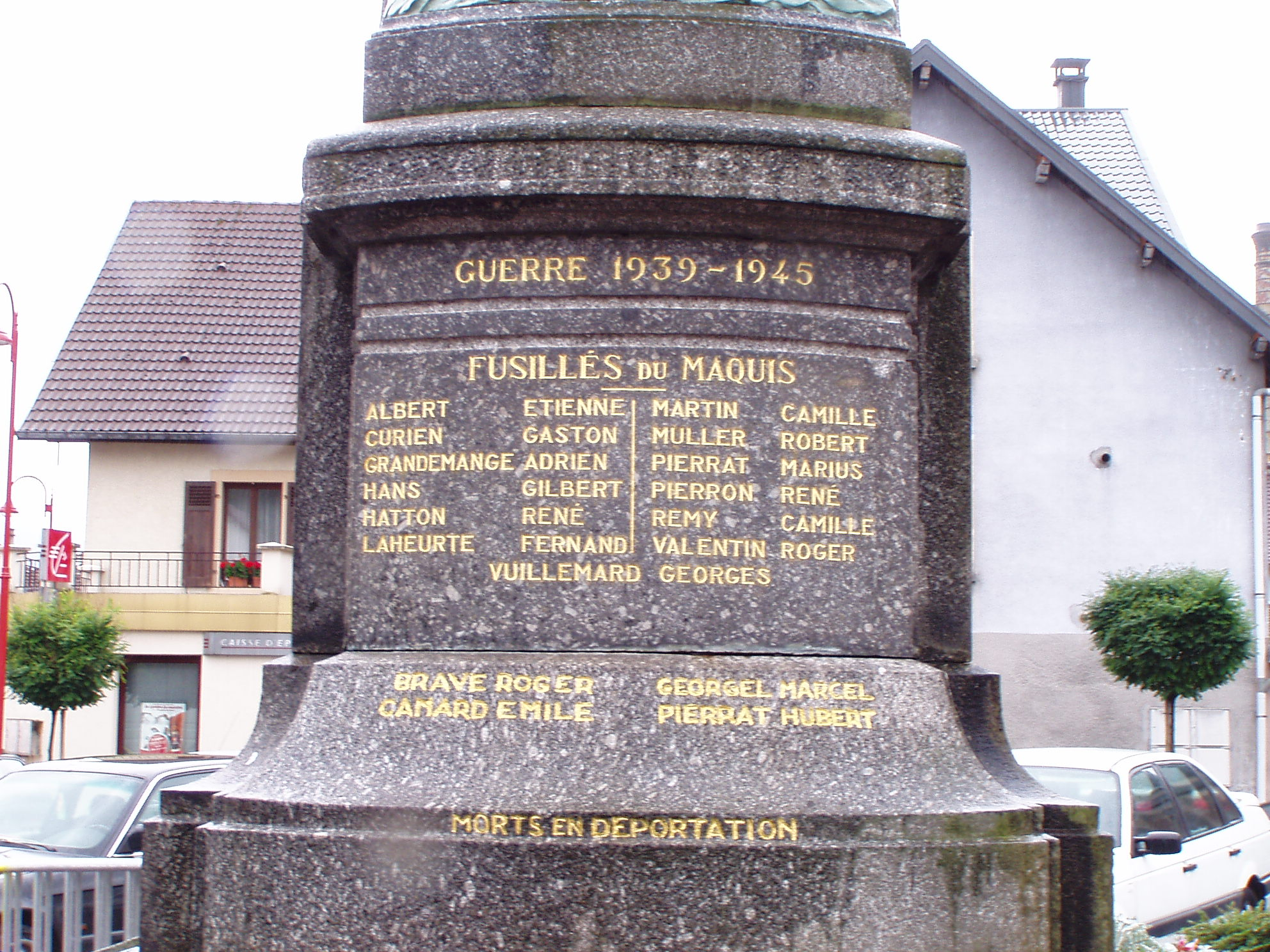
Monument aux morts, face maquis et déportation, guerre 1939-1945[68].
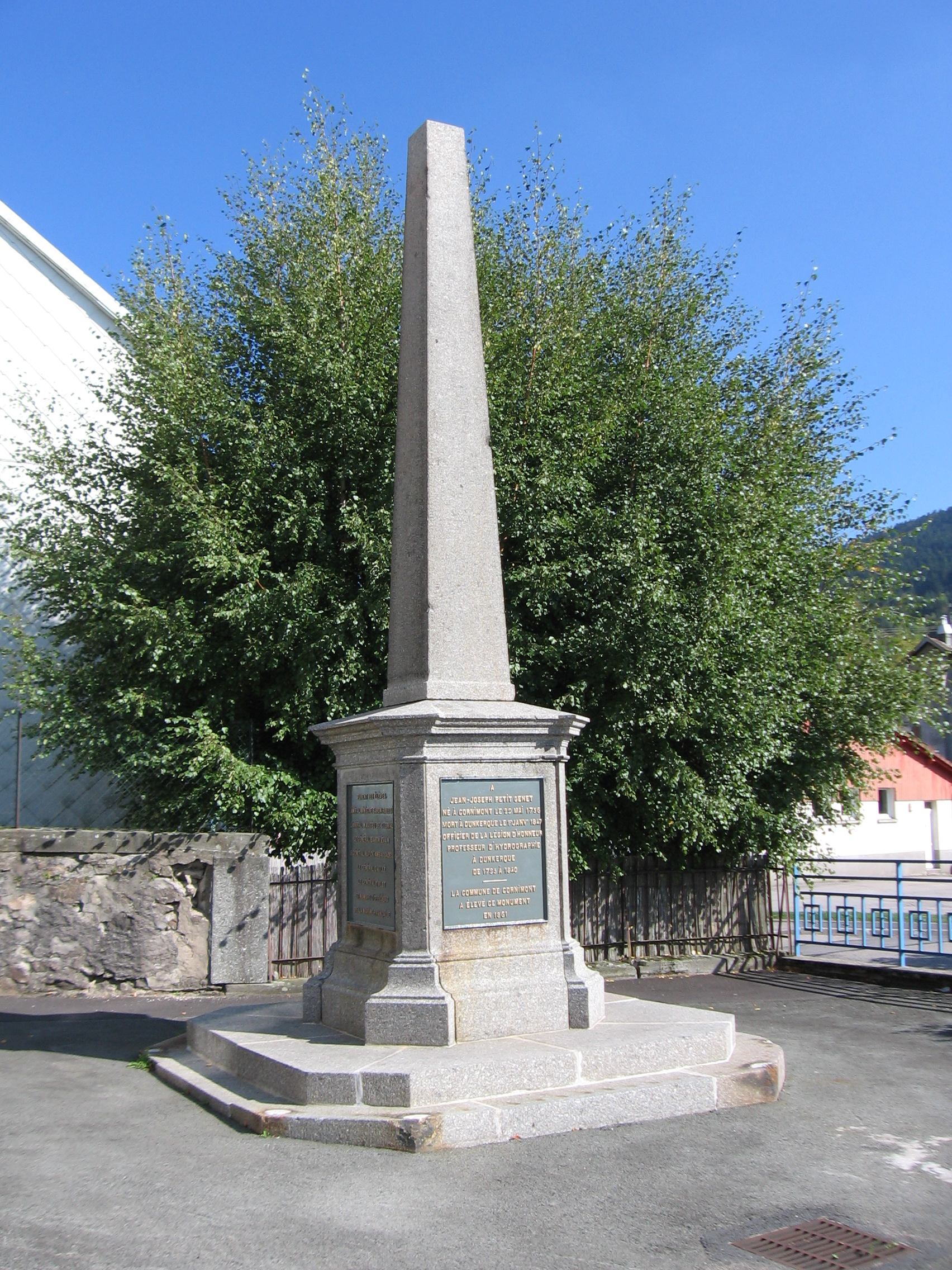
Monument édifié en mémoire de Jean-Joseph Petitgenêt.
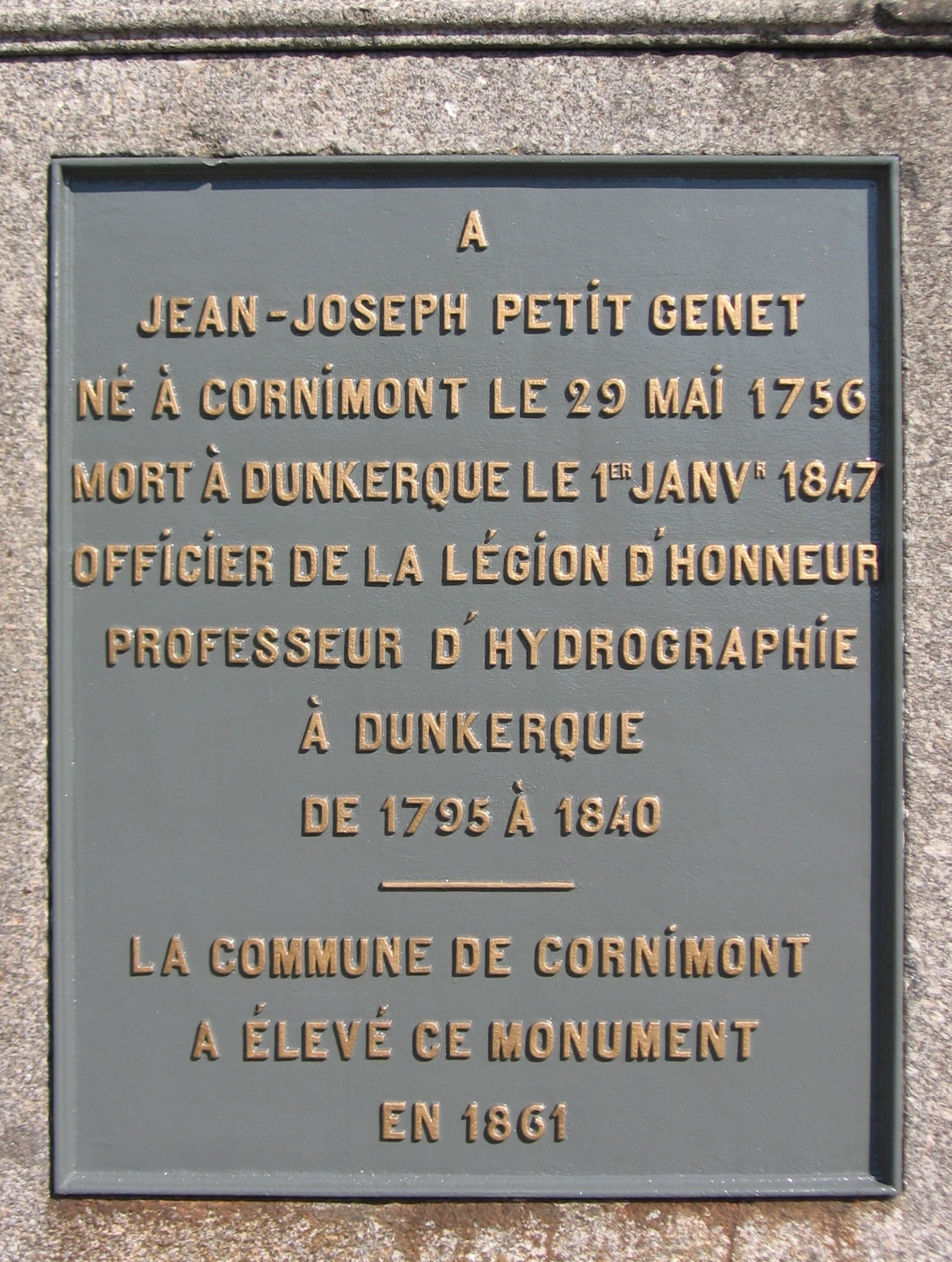
Une plaque du monument Jean-Joseph Petitgenêt.
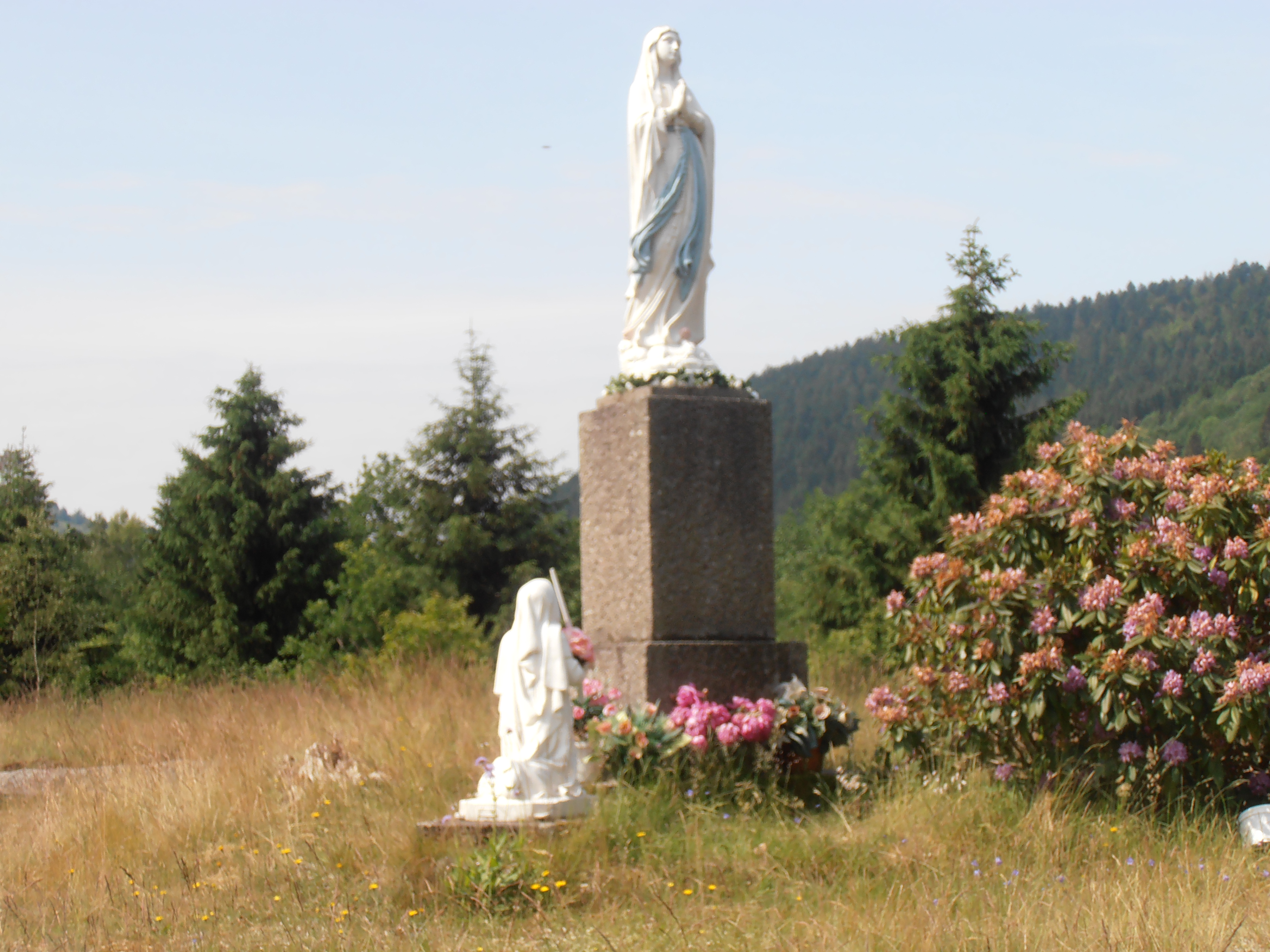
Statues du site de la chapelle de Travexin.

### Personnalités liées à la commune
- Jean-Joseph Petitgenêt (1756-1847), professeur d'hydrographie à Dunkerque.
- Joseph Lemaire, docteur en médecine[69].
- Edmond Didier-Laurent, moine bénédictin, historien[70].
- Albert Littolff (1911-1943), capitaine pilote de chasse.
- Yvan Littolff (1915-1991), pilote d'essais.
- Georges Gaillemin (1919-1958), député.
- Gilles Curien (1922-2017), ambassadeur de France.
- Hubert Curien (1924-2005), scientifique et ministre.
- Chantal Favre-Bismuth (1932-), professeur de médecine à Paris[71].
- Christophe Mengin (1968-), coureur cycliste.

### Héraldique et traditions
| Blason | Blasonnement : Taillé de gueules à un cor d'or, et d'azur, à un mont de sinople surmonté d'une comète d'argent, au village de même à la toiture de gueules. Commentaires : Le cor est celui que Charlemagne aurait perdu lors d'une de ses chasses, et qui était conservé à la mairie avant la dernière guerre. L’autre partie du blason est une représentation naïve de la commune. |

Quelques indications sur l'origine de la corne de Cornimont, issues des notes d'Alphonse Didier (1862-1944) :
La tradition orale affirme que cette corne était garnie d'argent à son embouchure et à son pavillon encore au milieu du XIXe siècle. Un vandale l'aurait dégradée pour s'emparer de sa garniture. Depuis l'an 1860, des jeunes gens l'ayant demandée au secrétaire de mairie pour faire un charivari à un veuf, en se l'arrachant des mains, lui en enlevèrent une longueur de près de dix centimètres.
Pendant longtemps, avant que la communauté puisse disposer d'une cloche, la corne servait de cor d'appel pour les assemblées du plaid. Du haut d'un pic de rocher, nommé Roche du Counou, depuis la grande rue dominant la Moselotte à un point où elle se précipitait autrefois dans des gouffres affreux à une quarantaine de mètres du pont du Daval, sur la rive droite, le Counou (corneur) convoquait les habitants des groupes épars de Cherménil, Xoulces, Champs à Nabord et du Daval.

## Pour approfondir